# Federico Higuaín
Federico Martín Higuaín (* 25. Oktober 1984 in Buenos Aires) ist ein ehemaliger argentinischer Fußballspieler.
Der Sohn von Jorge Higuaín und Bruder von Gonzalo Higuaín spielte ab 2003 für die Profimannschaft von River Plate. Nach zwei Jahren hatte er dort nur fünf Partien absolviert und wurde in der Folge für zwei Jahre an den CA Nueva Chicago ausgeliehen. Hier kam er besser zurecht und erzielte in 58 Partien 25 Tore. Dies weckte das Interesse europäischer Klubs, von denen schließlich Beşiktaş Istanbul das Rennen machte und Federico von dessen eigentlichem Besitzer, River Plate, für 1,5 Millionen Euro abkaufte. Sein Debüt in der Süper Lig gab er am 1. September 2007 im Spiel gegen Kayserispor. Sein erstes Tor für Beşiktaş Istanbul erzielte er am 5. Januar 2008 im Pokalspiel gegen Diyarbakırspor.